# 劉錦堂
劉錦堂（1894年3月8日—1937年3月15日）， 又名王悅之，原號月芝，是一名臺灣臺中市人，水彩畫家、油畫家、教育家，被認為是早期中國現代美術教育的先驅者之一。

## 沿革
劉錦堂出生於臺灣縣台中頂橋仔頭（今臺中市南區頂南里），為家中三子，上下共有兄弟四人，家族原經營米行生意，後因戰亂導致家道中落，全家遷居鄉下務農。劉錦堂自臺中公學校分教室（今臺中市南區和平國民小學）畢業後，考取臺灣總督府國語學校師範科（今台北市立大學）。1914年，他以美術資優生的身份畢業，獲得公費留學資格，前往日本東京深造。首次通過公費留學考試後，他進入川端畫學校研習素描，隨後考取東京美術學校西洋畫科，師從藤島武二等名師。
1919年，五四運動爆發，翌年劉錦堂深受運動影響而毅然中斷學業，乘船前往上海市，意圖面見孫中山並參與國民革命。孫中山得知求見，則委託國民黨中常委王法勤接待，王法勤後提議下收劉錦堂為義子。劉遂改名「王悅之」，經王法勤鼓勵他返日完成學業，並承諾在其未來藝術發展中提供支持後。劉錦堂遂回到東京美術學校完成學業。
1921年，劉錦堂自東京美術學校畢業後，進一步前往北京考入北京大学國文系，研讀中國文學。期間，他結識並與河北籍女子郭淑敏結婚，並於北京響應臺灣文化協會與臺灣議會設置請願運動等啟蒙活動。在京期間，他居住於義父王法勤位於西拴馬樁的王公館，直至1923年1月婚後搬離，並在高岔拉胡同租屋。在此期間，他結識李大釗、劉半農及章士釗等人，並與同校教授李毅士、吴法鼎等共同發起成立西畫研究團體「阿博洛學會」，致力於推廣美術教育及油畫、水彩創作。同時創辦「阿博洛美術研究所」，利用暑期教授西洋畫知識與技法。1925年，由於人事變動，阿博洛學會及美術研究所解體。其後，劉錦堂聯合畫家贺天健等人，奔走籌建私立北平美術學院，遷居於北京西城区平安里租下三層樓房作為校舍招收學生。他同時受北京政府教育部委派，以教育專員身份赴日本考察美術教育，並順道回臺灣進行調研。後擔任背景僑務局顧問，兼與多位臺灣同鄉成立「台灣研究會」，擔任會長。
1928年，劉錦堂應林風眠邀請，前往國立藝術院任教，並擔任第一屆全國美術展覽會的籌備委員及審查委員。期間創作了「西湖風景系列」水彩畫。此後，他返回北京，應朋友儲小石之請，出任京華美術專門學校校長皆擔任國立北平藝術專科學校教授。然而1931年，隨九一八事變的爆發，義父王法勤捲入政治鬥爭成為通緝對象，劉錦堂亦受到波及。期間，他創作了多幅反映社會現狀的作品，包括《棄民圖》、《台灣遺民圖》和《亡命日記圖》。
1932年，劉錦堂在西城區復辦私立北平美術學院，後改名北平美術專校。該校後於1934年獲教育部批准立案，改爲私立北京藝術科職業學校。
1937年，劉錦堂因盲腸炎惡化引發腹膜炎，經手術後於北京逝世，享年44歲。其妻郭淑敏接掌校務，但隨著北京淪陷，學校最終停辦。

## 遺產
根據劉錦堂三子劉藝的證言，其母親在第二次世界大战至戰後期間仍保存劉錦堂的畫作。他自1978年開始整理父親的作品與資料，並撰寫了一篇以《棄民圖》為題的報告文學，刊登於1979年第7期《北京文藝》，引起關注。他藉此契機與臺灣畫界建立聯繫。
1982年，《美術》雜誌第12期刊登了劉錦堂逝世45週年的文章與相關紀錄。同年，劉錦堂家屬將其保存的40餘件作品無償捐贈給中国美术馆收藏。1994年，為紀念劉錦堂百歲冥誕，臺北市立美術館舉辦「劉錦堂百年紀念展」。

## 風格
劉錦堂的藝術創作生涯可分為三個主要時期，包含第一創作期（1921–1923年），其中作品風格受印象派影響，以柔和的色彩與光影表現為主。然而，他已開始嘗試使用黑色油彩勾勒人物輪廓，第二創作期（1928–1929年）被視為劉錦堂藝術創作的重要階段。此時期代表性品，包括《燕子雙飛圖》、《七夕圖》和《灌溉情苗圖》等，並創作了大量以西湖為題材的風景畫。畫作形式從傳統的橫幅油畫轉變為中國畫式豎長幅，運用黑色油彩勾勒線條，並採用中國畫的裝裱方式。
第三創作期（1929–1934年）是劉錦堂創作的高峰期，作品更多融入時代感與社會議題，集中表現人物與命運抗爭的精神追求。此時期的畫風更加個性化，技法也更為成熟，代表作包括《棄民圖》、《台灣遺民圖》、《亡命日記圖》、《北海公園一隅》、《香山》、《玉泉山》、《科學與卵生》等。

## 外部連結
- 「劉錦堂百年紀念展」專題展覽網站 （页面存档备份，存于）